# アンフィトリオン (戯曲)
『アンフィトリオン』（仏語原題： Amphitryon  ）は、モリエールの戯曲。1668年発表。パレ・ロワイヤルにて同年1月13日初演。本作のヘラクレス誕生にまつわる一連の話は、それまでにもたびたび演劇の主題として採り上げられてきたものである。 

## 登場人物
- マーキュリー
- 夜の女神
- ジュピター
- アンフィトリオン…テーベの将軍
- アルクメーネー…その妻
- クレアンティス…アルクメーネーの侍女。ソジーの妻
- ソジー…アンフィトリオンの従僕
- アルガンティフォンティダス…テーベの隊長
- ノークラテス…〃
- ポリダス…〃
- ポジクレス…〃

## あらすじ
舞台はテーベ、アンフィトリオンの家の前から。
美しいアルクメーネーとの結婚初夜の後、戦争へと旅立つアンフィトリオン。ジュピターはアルクメーネーの美しさに魅了され、アンフィトリオンに化けて地上へと降りてきた。ともに連れてきたマーキュリーは、アンフィトリオンの使用人「ソジー」に姿を変えた。戦場で戦っていたアンフィトリオンは大活躍し、それを知らせるためにソジーを家へ向かわせた。ソジーは、彼そっくりに変身しているマーキュリーによって迎えられたが、彼にぶちのめされ、マーキュリーこそが「本物のソジー」であると納得させられてしまう。本物のアンフィトリオンは、アルクメーネーと再会するが、当然状況が呑み込めないので困惑し、さらに情事があったことを知ってショックを受けてしまう。他にも2人のアンフィトリオンの対立など、色々と同じような出来事が起きた後、ジュピターはアンフィトリオンの姿をとるのを止め、本物のアンフィトリオンに彼女の節操の硬さや献身的な姿勢のこと、すでに彼女が懐妊していることを伝える。それが半神半人のヘーラクレースである。ジュピターとマーキュリーは、天上の世界へと再び戻っていった。

## 成立過程
序幕を含む4幕からなる作品で、ギリシャ神話の人物であるアムピトリュオーンを題材としたプラウトゥスの戯曲を参考としている。粉本となったのはジャン・ロトルーの「2人のソジー( Les Deux Sosies )」である。
本作の制作に当たって、おそらくラテン語の原文と、1658年に刊行されたプラウトゥスのフランス語訳を読み返したものと考えられる。さらにモリエールは、当時のありとあらゆる宮廷の情事について知っており、劇中の登場人物であるジュピターにルイ14世を、アンフィトリオンにモンテスパン侯爵夫人フランソワーズ・アテナイスを見立てて、その姦通行為を題材に取り上げた。この作品が公開された1668年はモンテスパン侯爵夫人がルイ14世の寵姫となったばかりのころであり、その不貞行為を諷刺しているわけである。第3幕第10景の「ジュピターと妻を共有するのは、決して不名誉なことではない」という台詞にそれが如実に表れている。モリエールがこの国王の不貞行為を知りながら、なぜそれを本作において肯定するような内容に仕上げたか、その理由はわからない。国王におもねる下劣な心からであると考える研究者もいるが、正反対の論陣を張る研究者もいて、特に決定的な資料はないので確実なことは何もわからない。。
1月13日にパレ・ロワイヤルで初演が行われ、相当な成功を収めた。初演の3日後、1月16日にテュイルリー宮殿の庭園にて御前公演が催された。モリエールの生存中に53回上演され、1715年までに363回上演されている。モリエールがソジーを演じたこと以外は、他の配役については記録が残っていない。
本作は、公開後フランスの宮廷人や上流階級の人間たちに大好評を博し、1668年の復活祭までに29回もの公演が行われた。その人気は、登場人物の名前がフランス語の単語として取り入れられたことからもわかるように、大変なものであった。「アンフィトリオン」という単語には、現在のフランス語において「主人,饗応役」という意味が、もう1つの登場人物の名前であり、初演の際、モリエールが演じた「ソジー (Sosie)」には「そっくりさん」という意味が与えられている。これは、メルクリウスのドッペルゲンガーとして、描かれたためである。

## 解説
作中においてたびたび、2人のアンフィトリオンを前にして、そのどちらが本物かわからない、といったシーンが登場する。「見た目が同じなのはわかるが、それを飛び越えて、内面における違いは見破れない」という視覚への懐疑的な姿勢は、だまし絵が大変流行したバロック時代の感性と通じるものがある。このような描写は粉本となったロトルーの「2人のソジー」には見られず、モリエールの独断によるものである。モリエールのこうした姿勢は「ドン・ジュアン」や「タルチュフ」にもその主人公を通して描かれているが、本作がそれら2作と違うのは、ジュピターが何の罰も受けずに天上へ帰還している点にある。ドン・ジュアンやタルチュフのように奔放な行いをしても社会的地位が高ければ許される、というのは本作において新たに描かれた状況であるが、モリエールはこの描写によって、見事に国王を諷刺しているのである。
作中には荘重なアレクサンドランもあるが、6～10音節からなる軽快な詩句をも有している点で、形式上では極めて特殊な作品である。

## 日本語訳
- 『アンフィトリヨン』恒川義夫訳、（モリエール全集 第三卷 所収）、中央公論社、1934年
- 『アンフィトリオン』鈴木力衛訳、（モリエール全集 2 所収）、中央公論社、1973年
- 『アンフィトリオン』柴田耕太郎訳、（モリエール傑作戯曲選集 4 所収）、鳥影社、2022年

## 翻案
- 『アンフィトリオン』 クライスト著 手塚富雄訳 要書房、1949年[11]